# Marius Pantea
Marius Pantea (n. 14 ianuarie 1986, Oradea) este un inginer român în fizică aplicată și în dezvoltare web, pilot de curse auto și fost ciclist de performanță.

## Karting
La vârsta de numai 6 ani tatăl său îl învață să conducă un autoturism, iar la 8 ani ia startul în primul său concurs de karting, unde reușește să ocupe locul 3 după numai 3 săptămâni de la data înscrierii în cadrul Clubului Copiilor Oradea.
A urmat un an mai puțin reușit, dar în 1996 câștigă titlul de campion județean (Bihor) la Karting, reușită pe care o reeditează și în 1997, când se califică cu echipa la campionatele naționale, unde ajunge până în sferturile de finală, reușind cel mai bun rezultat al echipei orădene din acel concurs ( Vezi toate rezultatele din karting).
Lipsa suportului financiar îl determină să facă o pauză de 5 ani până în 2003 când reușește să înceapă un nou sport și anume ciclismul.

## Ciclism
Practică acest sport între anii 2003-2009. Printre rezultatele notabile obținute se numără locul 820 în Europa în clasamentul oficial UCI 2006, locul 2 la Campionatele naționale de MTB Maraton 2008, mai multe locuri 4 în campionatele naționale de ciclism, trei participări în Turul ciclist al României (2006, 2007, 2008), șapte victorii, un loc 2, două locuri 3 și o victorie de etapă în concursuri regionale din România și Ungaria  (Vezi toate rezultatele din ciclism ).
În 2009 se retrage din activitate tot din lipsa suportului financiar, imediat după terminarea facultății de fizică (Specializarea Fizică tehnologică).
În 2011 scrie o autobiografie numită "Idealurile mele..." în care descrie greutățile și bucuriile prin care a trecut.
Tot în 2011 hotărăște să înceapă un nou capitol al vieții sale în motorsport și anunță volumul 2 al autobiografiei sale.
După o pauză totală de aproape 2 ani în care nu a pedalat deloc, în 29 aprilie 2012 revine la "Maratonul Făgetului", desfășurat la Cluj-Napoca și termină cursa chiar și cu schimbătorul spate rupt.
După alți 200 km parcurși pe bicicletă, în 25 mai 2012 ia startul la "Etapa de noapte"  unde termină concursul pe locul 5 din 23 concurenți la secțiunea cursiere. Acest concurs a reprezentat retragerea sa din ciclism.

## Raliu
În 2011 urmează cursurile de copilot ale “Napoca Rally School” CS Danny Ungur Racing Cluj-Napoca România.
Pe 9 noiembrie 2013 revine în lumea sporturilor cu motor pe post de copilot și împreună cu Roxana Onescu (prietena sa) reușește să câștige competiția "În doi pe patru roți" la bordul unei Mazda 323F BA 1.5 .
La scurt timp urmează cursurile de pilotaj sportiv ale “Napoca Rally School” CS Danny Ungur Racing Cluj-Napoca România.
Își petrece o bună parte a anului 2014 muncind singur la prepararea unui Daihatsu Sirion Sport 1.3 cu care în 28 septembrie 2014 debutează în calitate de pilot în CNIA cu un loc 5 la categoria debutanți cu motoare sub 1600 cmc.
Cu aceeași mașină încheie anul cu un loc 2 la categoria sub 1400 cmc în Făget Rally Sprint pe 26 octombrie 2014.
După un început de an 2015 trist, în care Sirionul la care a muncit aproape un an întreg i-a fost distrus ,stând în parcare, în urma unui nefericit accident, debutează în VTM (Viteză pe Traseu Montan) la Transfăgărășan Rally Challenge cu un excelent loc 1 în grupa G1 rezervată mașinilor cu motoare sub 1600 cmc și sub 100 CP cu aceeași Mazda 323F BA 1.5  cu care căștigase și în 2013.
În 2016 reușește două clasări pe podium și anume un loc 3 la clasa 1 la a 5-a etapă a Rally Sprint Bihor cu un Mitsubishi Lancer 1.3 1996 și un loc 2 la clasa R1 la a 2-a etapă a Promo Rally Cluj cu Mazda 323F BA 1.5 (Vezi toate rezultatele din raliu).

## Calculatoare și comparatoare velo, moto și auto marius-ciclistu
Din 2016, pasiunile pentru raliu și dezvoltare web  l-au determinat să dezvolte online calculatoare și comparatoare  pentru:
- Transmisie velo
- Dimensiuni anvelope auto
- Forță de frecare anvelope auto
- Transmisie auto
- Cost auto / kilometru
- Putere, rpm și cuplu
- Cuplu, forță și brat
- Rezistanță fluid
După realizarea calculatorului și comparatorului pentru transmisie auto, în februarie 2017 a ajuns la concluzia:
„Puterea este o oglindire denaturată a forței și accelerației în privința motoarelor termice”.
În 2018 a lansat calculatoare și comparatoare pentru:
- Dimensiuni anvelope motocicletă
- Transmisie motocicletă
La finalul anului 2019 adaugă simularea distanței parcurse în funcție de timp la calculatoarele și comparatoarele de transmisie auto și moto, iar în 2020 publică în limba engleză al doilea volum al autobiografiei sale: "My Ideals... Vol II - Horsepower mislead" (Idealurile mele... Vol II - Inducerea în eroare a calului putere) în care explică, într-un întreg capitol, concluzia referitoare la accelerație, forță și putere în privința motorului termic: Chapter 5 - The power’s mislead in thermal engine’s regard.
În 2022 lansează calculatorul pentru energie, timp și putere în încercarea de a-i face pe oameni să înteleagă mai bine unitățile de măsură ale energiei, mai precis că 1 KWH = 3.6 MJ.
În 2023 definește, publică și adaugă momentul (cuplul) mediu ponderat al motorului la calculatoarele și comparatoarele de transmisie auto și moto.
La scurt timp după, descoperă prin masurători empirice momentul (cuplul) constant echivalent al motorului pe care îl definește ca "momentul (cuplul) cu care motorul unei mașini cu un singur raport de transmitere poate accelera pe aceeași distanță în același timp, oferind o singură valoare ca și caracteristică pentru acel motor pe toată plaja sa de turație", susținând că este cea mai clară caracteristică a unui motor dacă este menționată singură fără alte informații/caracteristici, mai clară decât puterea maximă sau cuplul maxim.

## Bazar marius-ciclistu
În 2017 a dezvoltat o platformă pentru anunțuri gratuite și nelimitate cu oferte, cereri și schimburi, inclusiv locuri de muncă.

## MaravelQL
Începând cu 2015 a profesat ca inginer dezvoltare web iar din 2018 ca și consultant web.
Printre realizările notabile se numără limbajul de interogare Maravel la care a început să lucreze în 2021 și pe care a început să îl promoveze în 2024.
Acesta face parte dintr-o suită de librării compatibile cu framework-urile Laravel și Lumen având ca limbaj de programare PHP, creând astfel o premieră în filtrarea și agregarea dinamică prin REST API a conținutului din bazele de date de tip SQL.